# Iparralde

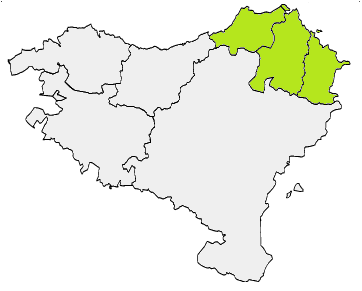
Den franska delen av Baskien (grön)

Iparralde (baskiska för 'nordlandet') är den term som på baskiska används för den norra delen av Baskien som ligger inom Frankrikes gränser, inom regionen Nouvelle-Aquitaine. På franska benämns området antingen bara som Pays basque, det vill säga "Baskien", eller som Pays basque français, alltså "franska Baskien", medan motsvarande spanska benämning är País Vasco francés.
Iparralde utgörs av de tre historiska provinserna Lapurdi, Nedre Navarra och Zuberoa. Termen används som kontrast mot Hegoalde, 'sydlandet', som innefattar provinserna Araba, Bizkaia, Gipuzkoa och Navarra i Spanien.

## Geografi

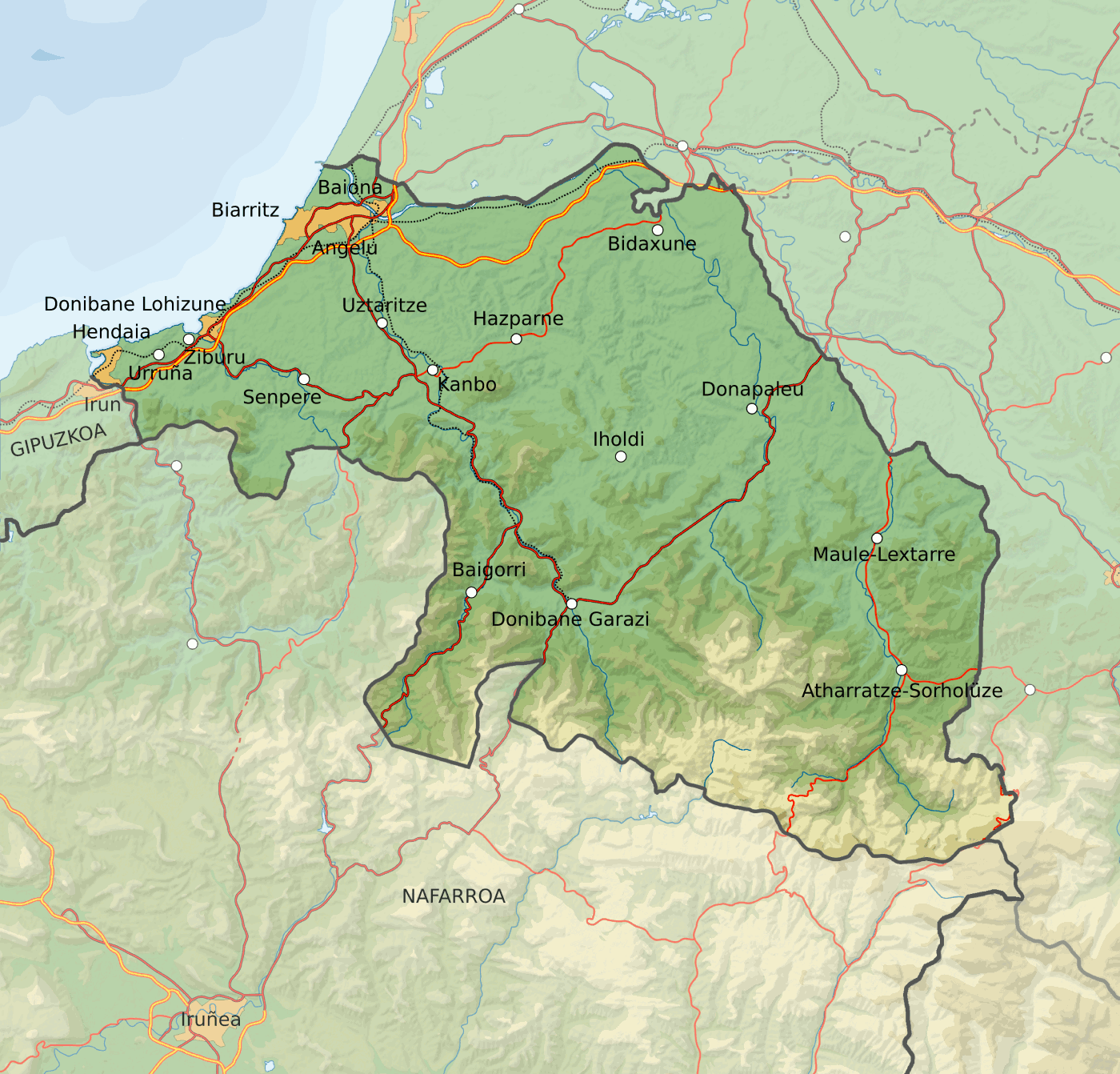
Karta över Iparralde med baskiska ortnamn

Iparralde ligger längs med Pyrenéerna och gränsar i väster till Biscayabukten. Klimatet är mycket milt, med relativt varma vintrar. 

## Samhälle

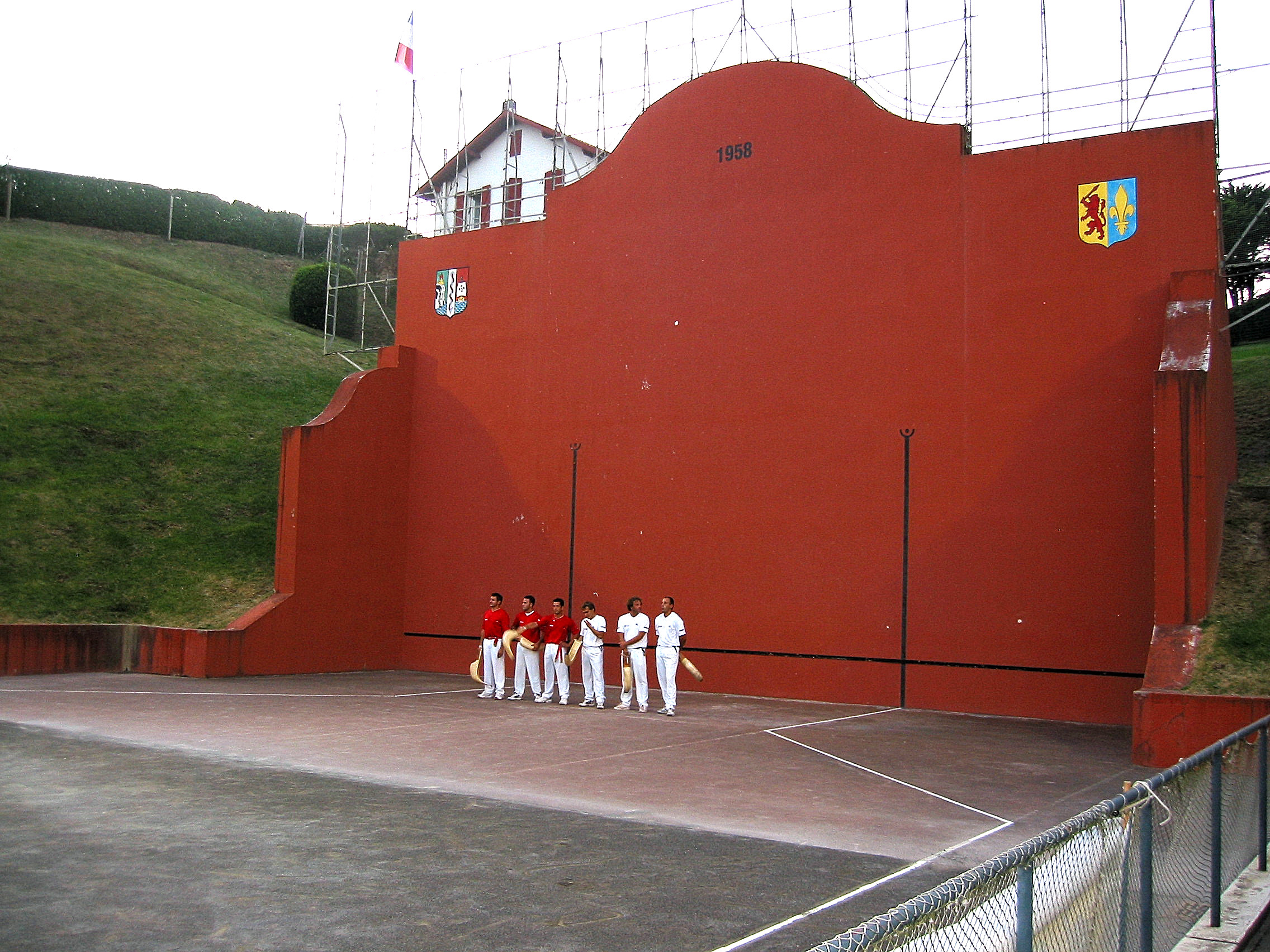
Pelota är en omtyckt idrott i norra Baskien och spelplaner finns i de flesta samhällena

De största samhällena i Iparralde är kuststäderna Bayonne och Biarritz. Inlandet är mer glesbefolkat. Av de cirka 250 000 invånarna talar drygt en fjärdedel baskiska, men stora regionala skillnader finns. I metropolområdet som omfattar de sammanvuxna städerna Bayonne-Anglet-Biarritz (BAB) har franska språket en mycket mer dominerande ställning och endast 9% av befolkningen talar baskiska. På landsbygden är baskiskan mer utbredd och talas av ca 40% av befolkningen i Lapurdi utanför BAB-området och av ca 55% av befolkningen i Nedre Navarra och Zuberoa. Den högsta procenten baskisktalande hittas i bergsbyar i Pyrenéerna medan det överlägset största antalet baskisktalande finns i Lapurdi.
Rugby är en mycket populär sport i Iparralde. Två baskiska lag, Biarritz Olympique och Aviron Bayonnais är etablerade i Top 14, den franska högstaligan i rubgy. Båda lagen har vunnit ligan vid flera tillfällen, och Biarritz Olympique har vid två tillfällen tagit sig till final i Heineken Cup, rugbyns motsvarighet till fotbollens UEFA Champions League.